# 列卡度·加特拿
列卡度·加特拿（英語：Ricardo Gardner，1978年9月25日—）是一名牙買加職業足球員，可擔任左後衛或中場，現時是自由身球員。

## 职业生涯

### 球會
加德纳在牙买加联赛球队海景足球會开始职业生涯，并很快入选牙买加。由于他在1998年世界杯足球赛的出色表现，当时处于英甲联赛(第二级别，即现在的英格兰足球冠军联赛)的博尔顿以100万英镑的身价将他买入。
加德纳很快在博尔顿站稳了脚跟，虽然他在2001/02年赛季英甲联赛中受伤缺席了联赛后几轮比赛，但他在升级附加赛中及时复出并在最后的决赛中打进一球，帮助博尔顿升上英超联赛。
2011年3月8日加德纳以緊急借用條款加盟英冠球會普雷斯頓，為期1個月，於上陣4場後借用期滿返回保頓。

### 國家隊
2005年，加德纳开始担任牙买加国家队队长，至今上陣超過100場。

## 外部連結
- 保頓官網 加特拿資料[永久]
- 足球数据库：列卡度·加特拿的球员统计数据